# Abdij van Mariënrode

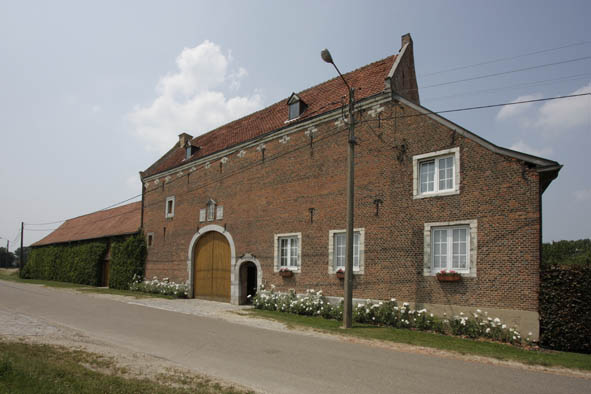
Poortgebouw

De Abdij van Mariënrode (ook: Abdij van Rot(h)em) was een cisterciënzerinnenabdij, waarvan de overblijfselen zijn te vinden aan de Rotemstraat 4 in Halen.

## Geschiedenis
De abdij werd gesticht omstreeks 1237 op de Wolfsput en lag op een stuk land gekapt uit het Petanenbos aan de grens met Geetbets en Kortenaken. In 1242 werd ze verplaatst naar de huidige locatie, aan de oever van de Velpe, tussen Velpen en Rotem (Halen). Een bijbehorende watermolen, de Rotemse Molen, werd kort na 1422 gebouwd.
In 1304 werd het patronaatsrecht van de kapel toegekend aan de Abdij van Godsdal in Aubel, en later kwam het aan de Abdij van Villers. Vanaf 1735 kwam dit recht aan de Abdij van Saint-Sauveur.
De kerk werd gebouwd van 1323-1324, in 1355 werd begonnen met de bouw van de kloostergebouwen en in 1518 werden nieuwe kloostergebouwen opgericht. In 1669 kwam het huidige poortgebouw tot stand en begin 18e eeuw, onder abdis Constance de Millet, waren er vele bouwactiviteiten. In 1711 werd de kerk verbouwd, in 1714 werd een abdissenkwartier tot stand gebracht, in 1722 een neerhof en in 1728 een gastenverblijf. In 1777 en 1779 werden nieuwe dienstgebouwen opgericht. Omstreeks 1796 (de Franse tijd) werd de abdij opgeheven. Kerk en klooster werden gesloopt.
De abdij is nimmer erg groot geweest, omdat er zich meerdere cisterciënzerabdijen in de omgeving bevonden.

## Heden
Het poortgebouw uit 1669 is nog aanwezig. Het is een bakstenen gebouw met zandstenen versieringen. In 1777 werd het aanzien van het poortgebouw gewijzigd. De grote korfboogpoort en het naastgelegen voetgangerspoortje zijn uit dit jaar.
Tegenwoordig maakt dit poortgebouw onderdeel uit van een hoevecomplex: de Rotemhoeve, vroeger de boerderij van het klooster. Het is een gesloten hoeve met gebouwen uit onder meer de tweede helft van de 18e eeuw. Naast de hoeve bevindt zich een tuin en een boomgaard. Het indrukwekkende complex is ook landschappelijk van belang.